# Stoffmusterarchiv der Neuen Augsburger Kattunfabrik
Das Stoffmusterarchiv der Neuen Augsburger Kattunfabrik (auch als NAK-Archiv bezeichnet) ist ein Wirtschaftsarchiv in Augsburg.
Es umfasst etwa 1,3 Millionen Stoffmuster der ehemaligen Stoffdruckerei Neue Augsburger Kattunfabrik (NAK) in 580 Musterbüchern und über 80000 Musterzeichnungen. Zugehörig sind auch Farbproben, schriftliche historische Quellen, Arbeitsgeräte sowie Gemälde. Eine Sammlung dieser Art, mit deren Zusammenstellung bereits 1792 begonnen wurde, gilt weltweit als einzigartig. Neben den eigenen Erzeugnissen beinhaltet das Stoffmusterarchiv auch Textilien anderer mitteleuropäischer Stoffdruckereien.
Das NAK-Archiv wurde 1996 durch die Stadt Augsburg aus der Konkursmasse des Unternehmens erworben um einen Verkauf nach Fernost zu verhindern. Zunächst wurde es im Stadtarchiv Augsburg aufbewahrt. Es wurde in das Verzeichnis national wertvoller Archive aufgenommen. Mit der Eröffnung des Staatlichen Textil- und Industriemuseums im Jahr 2010 wurde das Stoffmusterarchiv als zentraler Bestandteil in die dortige Ausstellung aufgenommen.
Seit 2023 sind über das Portal Bavarikon die ersten 63 von insgesamt 555 Musterbücher online zugänglich.